# Hexacola
Hexacola is een geslacht van vliesvleugelige insecten van de familie Figitidae.

## Soorten
- H. hexatoma (Hartig, 1841)
- H. novicia (Belizin, 1964)
- H. romanica Ionescu, 1969